# Дворжачек, Давид
Давид Дворжачек (чеш. David Dvořáček; 4 июня 1992,  Брно, Чехия) — чешский хоккеист, нападающий. Воспитанник хоккейного клуба «Спарта Прага».

## Биография
Давид Дворжачек является воспитанником пражской «Спарты». Помимо «Спарты» в Чехии играл за команды «Гавличкув Брод», «Литомержице», «Гавиржов» и «Рытиржи Кладно». С 2010 по 2012 года выступал в Финляндии за клуб «Таппара». Летом 2017 года перешёл в «Простеёв», играющий в чешской первой лиге.
Перед началом сезона 2018/19 продлил контракт с «Простеёвом». 
30 апреля 2019 года было объявлено о возвращении Давида Дворжачека в пражскую «Спарту».
Дворжачек является участником чемпионата мира среди юниоров 2010 года в составе сборной Чехии (6 игр, 2 передачи).

## Достижения
- Бронзовый призёр чемпионата Чехии 2021

## Статистика
Обновлено на конец сезона 2020/2021
- Чешская экстралига — 140 игр, 22 очка (12+10)
- Чешская первая лига — 296 игр, 154 очка (74+80)
- Финская лига — 2 игры
- Лига чемпионов — 5 игр
- Всего за карьеру — 443 игры, 176 очков (86+90)